# Harrington (Washington)
Harrington é uma cidade localizada no estado norte-americano de Washington, no Condado de Lincoln.

## Demografia
Segundo o censo norte-americano de 2000, a sua população era de 426 habitantes.
Em 2006, foi estimada uma população de 416, um decréscimo de 10 (-2.3%).

## Geografia
De acordo com o United States Census Bureau tem uma área de
1,0 km², dos quais 1,0 km² cobertos por terra e 0,0 km² cobertos por água. Harrington localiza-se a aproximadamente 608 m acima do nível do mar.

## Localidades na vizinhança
O diagrama seguinte representa as localidades num raio de 36 km ao redor de Harrington.